# 长桥公园

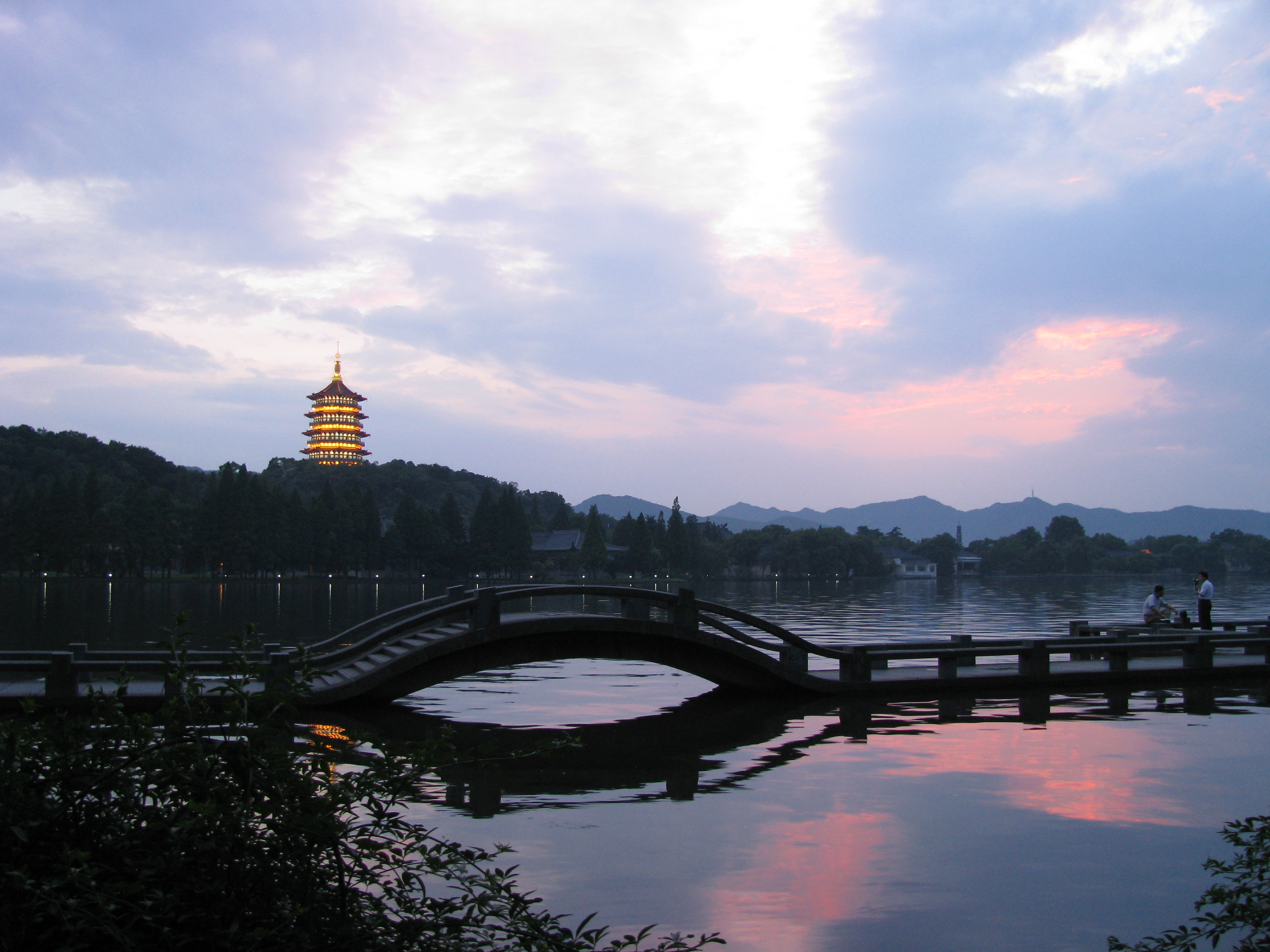
长桥与雷峰塔

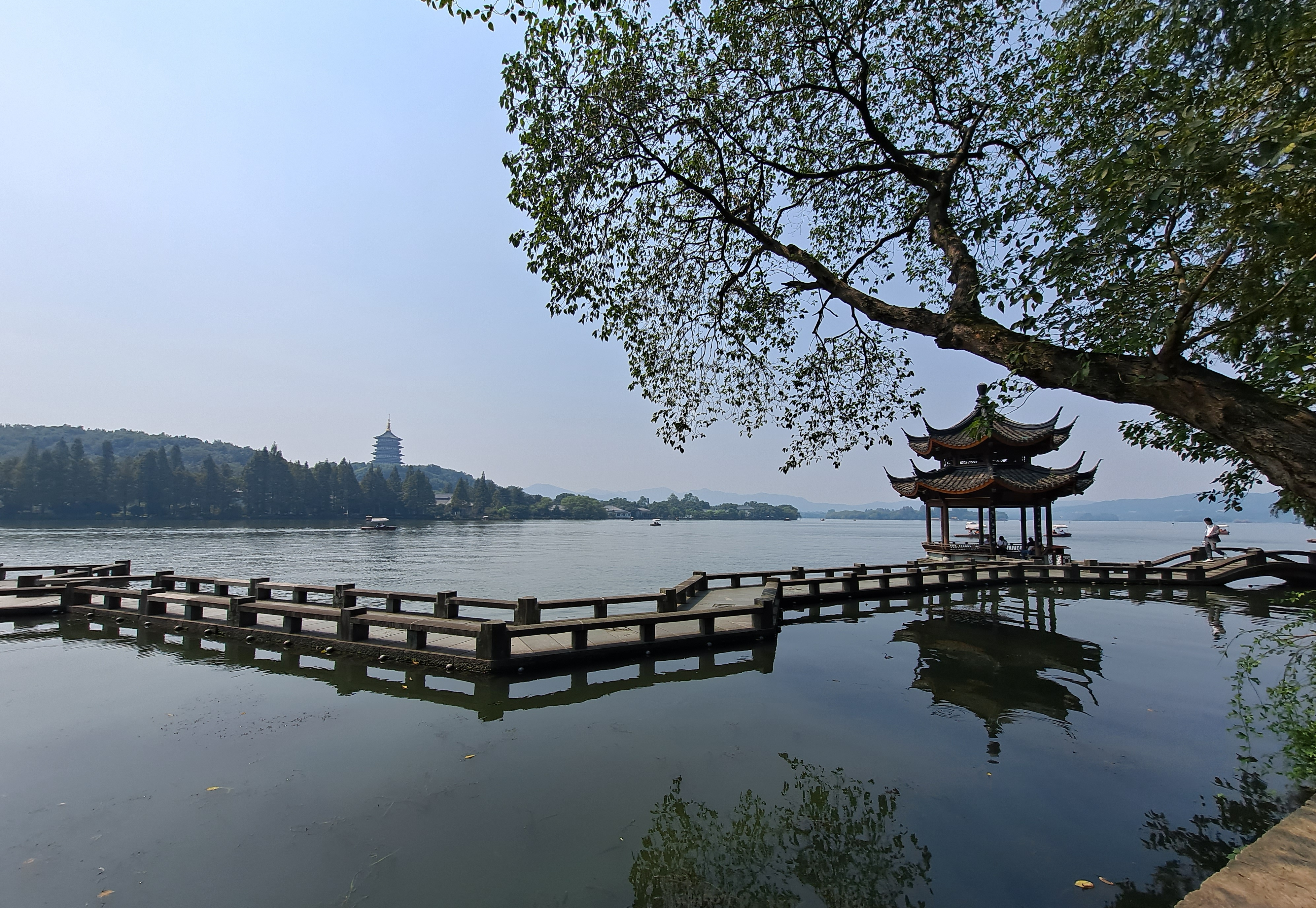
长桥与雷峰塔

长桥公园，位于中国浙江省杭州市西湖风景区西湖东南角南山路沿线，宋代为私人园林小南园，因公园内有西湖三怪之一的长桥得名。

## 传说
史载在宋代钱塘门外，长桥就已经存在，长三里许，横截西湖水面，依湖设亭，特为壮丽。南宋淳熙年间，钱塘书生王宣教和少女陶师儿情投意合，为陶母所阻，而二人在八月中秋夜，双双投入桥下而死，因此长桥又名双投桥。随着时间流逝，长桥所处水面日益淤塞，长桥也日益变短，因此成为了西湖三怪之一的长桥不长。民间相传，梁山伯和祝英台在桥上送别，因此桥虽短而情意长。

## 水源
长桥公园内的长桥溪是西湖重要的水源。